# Fulianka
Fulianka (em húngaro: Fulyán) é um município da Eslováquia, situado no distrito de Prešov, na região de Prešov. Tem 3,81 km² de área e sua população em 2018 foi estimada em 385 habitantes.

## Demografia
| Ano:        | 1994 | 2004   | 2014   | 2024   |
| ----------- | ---- | ------ | ------ | ------ |
| Broj ljudi: | 358  | 388    | 393    | 417    |
| Razlika:    |      | +8,37% | +1,28% | +6,10% |

| Ano:               | 2023 | 2024 |
| ------------------ | ---- | ---- |
| Número de pessoas: | 417  | 417  |
| Diferença:         |      | +0%  |